# Marathon du Livre
Pour les articles homonymes, voir Foire du livre.
Le Marathon du Livre est une traditionnelle manifestation littéraire et artistique organisée annuellement en Haïti par le Mouvement littéraire culturel et artistique des jeunes (MOLICAJ) et présidé par le poète Handgod Abraham.

## Historique

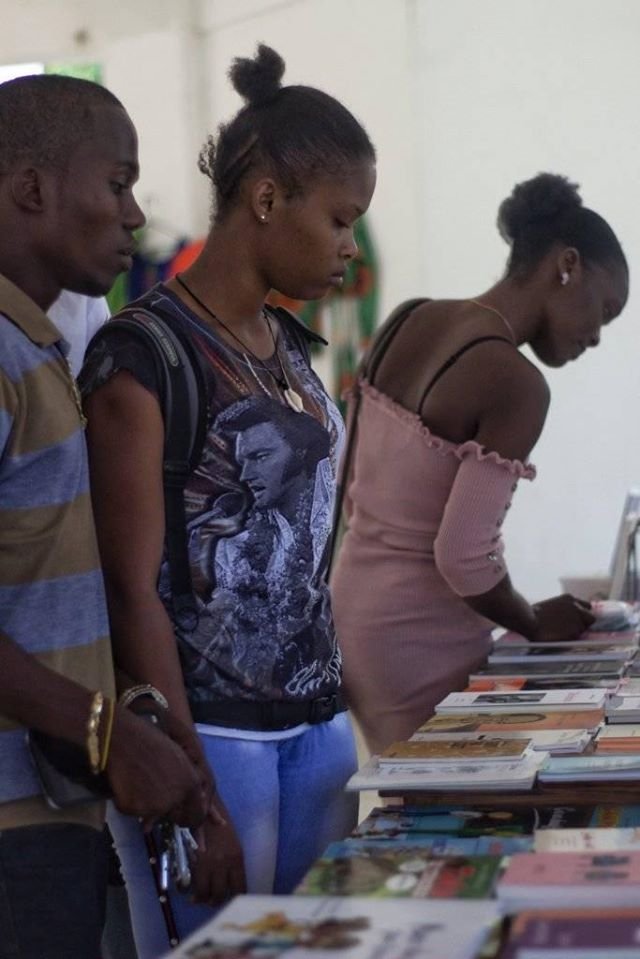
Marathon du Livre 2019

### Première édition
Initié à la ville de Petit-Goâve le 31 août 2014, le Marathon du Livre est né d’une volonté de collecter des livres pour monter une bibliothèque, ce qui favorisera la présence d'une nouvelle bibliothèque dans la cité de Faustin 1er. L'évènement a pris forme dans une ambiance d'ateliers de lecture et d’écriture, de causerie avec divers auteurs et foire du livre. Il favorise des rencontres entre auteurs et lecteurs et l’accès du livre aux jeunes des villes de provinces, notamment la région des Palmes ou plus particulièrement la ville de Petit-Goâve. C'est un rendez-vous annuel qui accueille des auteurs comme Inéma Jeudi, Jean-Euphèle Milcé, Jean Emmanuel Jacquet, Emmelie Prophète, Lyonel Trouillot, Coutechève Lavoie Aupont, Snayder Pierre Louis, Adlyne Bonhomme entre autres.

### Deuxième édition
La deuxième édition a été réalisée avec le "festival libérez la parole" les 17 et 18 juillet 2015. Des jeunes auteurs qui ont publié pour la première fois grâce au projet "Konbit Kilti" des Editions Pulùcia ont eu l’opportunité de signer leur livre.

### Troisième édition
À partir de la troisième en 2016, on commence à honorer des livres. Le roman Kanjawou de l’écrivain Lyonnel Trouillot était à l'honneur.

### Quatrième édition
La quatrième édition a été réalisée en partenariat avec les Editions Pulùcia de Jacmel. Avec également la présence de plusieurs auteurs notamment ceux de l'atelier jeudi soir dirigée par l’écrivain Lyonnel Trouillot. Des activités artistiques et littéraires ont eu lieu dans les villes avoisinantes: Grand-Goâve et Miragoâne et on a honoré le roman Le désir est un visiteur silencieux de Emmelie Prophète publié en langue française et celui de Francketienne Dezafi, publié en créole haïtien.

### Cinquième édition 2018
La cinquième édition déroulée les 14 et 15 décembre 2018 avec des activités dans plusieurs villes du pays dont Gonaïves, Jacmel, La Vallée de Jacmel. Cinq livres étaient à l'honneur dont trois (3) romans et deux recueils de poèmes. Il s’agit de Danse et Ombre de Rodolphe Mathurin, L’odeur du café de Dany Laferrière, Make Pa de Coutechève Lavoie Aupont, Pwenba de Georges Castera et Belle Merveille de James Noël , et 14 auteurs signaient leur livre chacun.

### Sixième édition
La sixième édition a mis à l'honneur deux romans de deux langues différentes : Douces déroutes écrit en français par la romancière Yanick Lahens et Bèbè Golgota en créole haïtien par l’académicien Pierre Michel Chéry. On a du ajouter comme activité en prélude « Jwe pou Liv », organisé de concert avec l'Atelier des Apprentis Narrateurs (ANA) et Famille en Or (FOR) c'est une activité où l'on joue aux jeux traditionnels pour gagner des livres. Cette édition a accueilli le réalisateur Smoye Noisy pour une causerie avec les spectateurs après la projection du film Millionnaire par erreur et plusieurs jeunes auteurs.

### Septième édition
Une journée de Lecture en prélude de la 7e édition à Fort-Royal de Petit-Goâve . La 7e édition a été lancée par une conférence de presse à la Direction Nationale du Livre le vendredi 13 novembre 2020. Cette édition s'est déroulée dans 14 communes d'Haïti entre le 15 et 21 novembre, entre autres, Jacmel, la Vallée de Jacmel, Port-au-Prince, Tabarre, Saint-Marc, Dessalines, Hinche, Ganaïves.... à travers les bibliothèques municipales et les CLAC. Trois livres ont été mis à l’honneur: le recueil de poèmes Trapèze, signé Jean Emmanuel Jacquet, celui de Ricarson Dorcé intitulé Briganday Lakansyèl et le roman Rosalie l’infâme d’Evelyne Trouillot. L'évènement a réuni plusieurs maisons d'éditions qui ont exposé des livres de plusieurs auteurs, telles : Éditions Pulùcia, Éditions Floraison, Communication Plus, et autres .

### Huitième édition

#### Activités en Prélude
Le samedi 8 mai 2021, l’écrivain et journaliste Gary Victor s’est entretenu autour du thème "Quel devrait être le rôle de l’écrivain dans une société en déchéance ?" avec les jeunes de Petit-Goâve et signé quelques-uns de ses livres. Cette activité s'inscrit dans le cadre de la préparation de la huitième édition de Marathon du Livre. Gary a parlé de son engagement dans ses romans particulièrement dans : A l'angle de rues parallèles, Le cercle des époux fidèles, Sonson Pipirit, ainsi que de quelques détails qui ont fait ses inspirations. Deux activités ont été réalisées, la première a été avec« Foukifoura » jouant « Thézinc » et ensuite, avec la troupe Explosion de Jacmel.

#### Les activités principales
Trois livres ont été à l’honneur : Les villages de Dieu d’Emmelie Prophète, Made in kayvwazen de Inema Jeudi, Pase m yon kou foli de Jean Euphèle Milcé. Des activités ont été organisées dans plusieurs communes du pays : Jacmel, Port-au-Prince, Gonaïves, Saint-Marc, Verrettes et Dessalines. Une quinzaine maisons d’édition et des auteurs étaient en signature.

## Livres à l'honneur
| Année | Titres                              | Auteurs                  | Catégories        | Éditeur                     | Langues        |
| ----- | ----------------------------------- | ------------------------ | ----------------- | --------------------------- | -------------- |
| 2016  | Kanjawou                            | Lyonnel Trouillot        | Roman             | Editions Atelier Jeudi Soir | Français       |
| 2017  | Le Désir est un Visiteur Silencieux | Emmelie Prophète         | Roman             | C3 Editions                 | Français       |
| 2017  | Dezafi                              | Franketienne             | Roman             | Editions Fardin             | Créole haïtien |
| 2018  | Danse et ombre                      | Rodolphe Mathurin        | Roman             | Editions Indélébiles        | Français       |
| 2018  | L’odeur du café                     | Dany Laferrière          | Roman             | Editions Zulma              | Français       |
| 2018  | Make Pa                             | Coutechève Lavoie Aupont | Poésie            | Editions Rupture            | Créole haïtien |
| 2018  | Pwenba                              | Georges Castera          | Poésie            | Editions Atelier Jeudi Soir | Créole haïtien |
| 2018  | Belle Merveille                     | James Noël               | Roman             | Editions Zulma              | Français       |
| 2019  | Douces déroutes                     | Yanick Lahens            | Roman             | Legs Editions               | Français       |
| 2019  | Bèbè Golgota                        | Pierre Michel Chéry      | Roman             |                             | Créole haïtien |
| 2020  | Briganday Lankasyèl                 | Ricarson Dorcé           | Poésie            | Editions Atelier Jeudi Soir | Créole haïtien |
| 2020  | Trapèze                             | Jean Emmanuel Jacquet    | Poésie            | Editions Rupture            | Français       |
| 2020  | Rosalie l’infâme                    | Évelyne Trouillot        | Roman             | Editions Atelier Jeudi Soir | Français       |
| 2021  | Les Villages de Dieu                | Emmelie Prophète         | Roman             | Mémoire d'encrier           | Français       |
| 2021  | Made in Kay Vwazen                  | Inéma Jeudi              | Poésie            | C3 Editions                 | Créole haïtien |
| 2021  | Pase m yon kou foli                 | Jean-Euphèle Milcé       | Nouvelles         | Edisyon freda               | Créole haïtien |
| 2022  | œuvres de Jacques Stephen Alexis    | Jacques Stephen Alexis   | Romans, nouvelles | C3 Éditions                 | Français       |
| 2024  |                                     |                          |                   |                             |                |

## Distinctions
- Prix de l’initiative de l’année, Palmes Magazine 2020[14].